# Игуманија Воскресија (Станојевић)
Воскресија (световно Николија Станојевић; Плужац код Осечине, 26. јул 1913 — Манастир Добрићево, 11. децембар 1986) била је монахиња Српске православне цркве и старешина Манастира Добрићево. 

## Биографија
Игуманија мати Воскресија (Станојевић) рођена је 26. јула 1913. године у селу Плужац код Осечине, од честитих побожних родитеља Радоја и Радојке. Њени родитељи су имали шесторо деце: Светолика, Живану, Николију, Александра, Наталију и Душанку. Приликом крштења је добила име Николија.
После смрти оца Радоја 1928. године и смрти мајке Радојке 1931. године о Николији и осталој деци водила је бригу бака Ђурђија и стричеви Крстивоје и Станоје. Брат Светолик и његова сестра  уписали су се у Богомољачки покрет 1924. године, и заједно су посећивали Богомољачке скупове и црквена богослужења а и од своје куће.
Свој монашки пут започиње у Манастиру Јовање код Овчар Бање у Овчарско-кабларској клисури, 19. августа 1936. године као искушеница код тадашње игуманије Ирине (Стевановић). Ту је остала три године где је обављања сва монашка манастирска послушања и монашке обавезе јој задане. Замонашена је 7. јула 1939. године у Манастиру Јовању, од стране епископа жичкога господина Николаја (Велимировића), добивши монашко име Воскресија. Монашењу је привела своја духовна мајка игуманија Екатерина (Станојевић), старешина манастира Јовања.
Монахиња Воскресија била је у Манастиру Јовању све до потапања манастира 1954. године тада је са осталим сестрама прешла у Манастир Никоље код Чачка, код игуманије Ефросиније (Симић). По потреби службе из Епархије жичке прелази у Епархију захумско-херцеговачку и приморску у Манастир Добрићево.
Одлуком митрополита захумско-херцеговачог и приморског господина Владислава (Митровића), 16. јануара 1961. године монахиња Воскресија постављена је за игуманију Манастира Добрићева. Ту се скупила неколико монахиња те обновила и унапредила манастир. Упокојила се 11. децембра 1986. године у Манастиру Добрићеву, где је и сахрањена на монашком гробљу.